# Veldidena

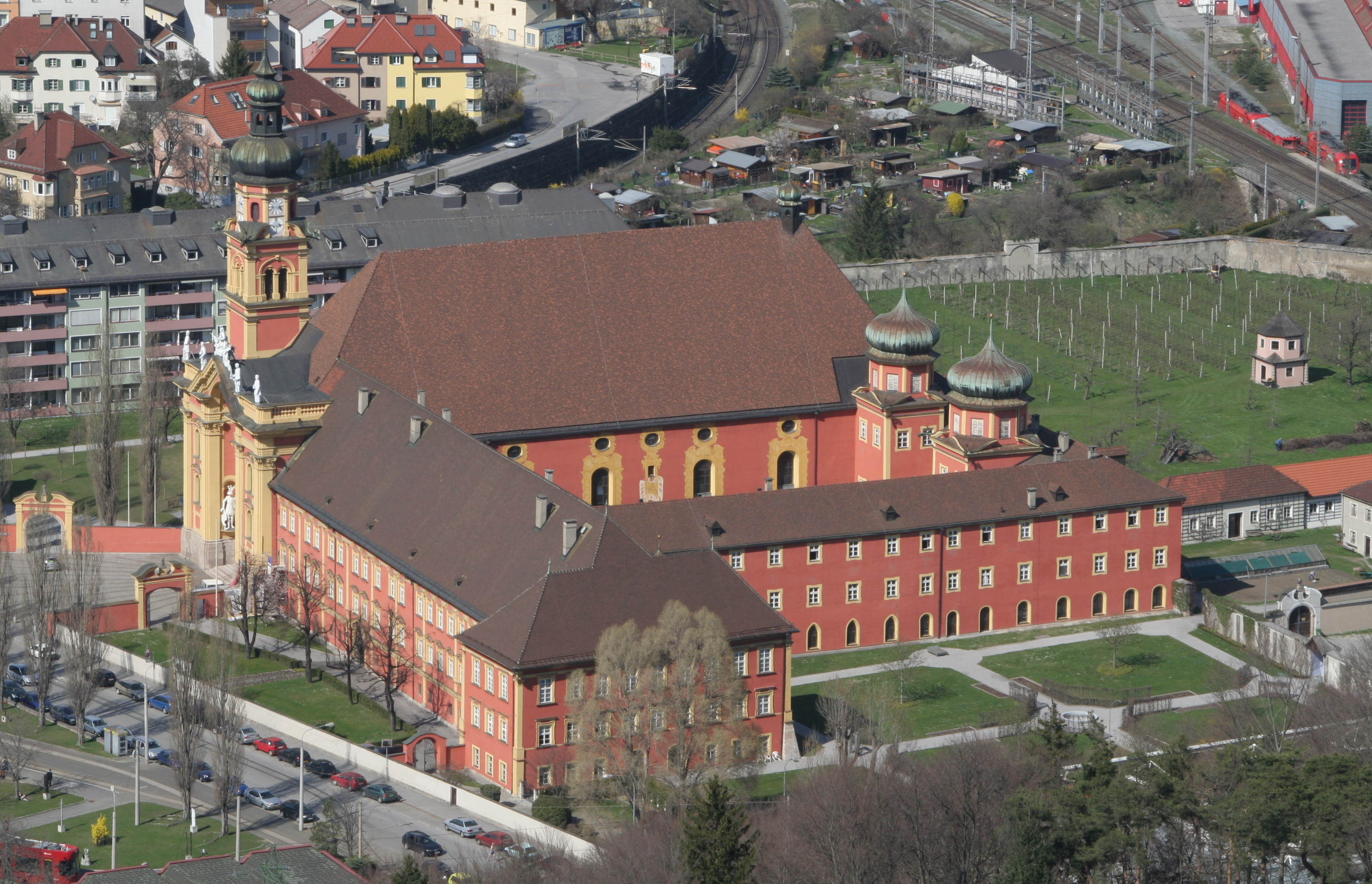
Luftaufnahme von Stift Wilten, dahinter – rechts oben – ein Teil des Kastellreals am Friedhof und Frauenanger (Eisenbahnlinie)

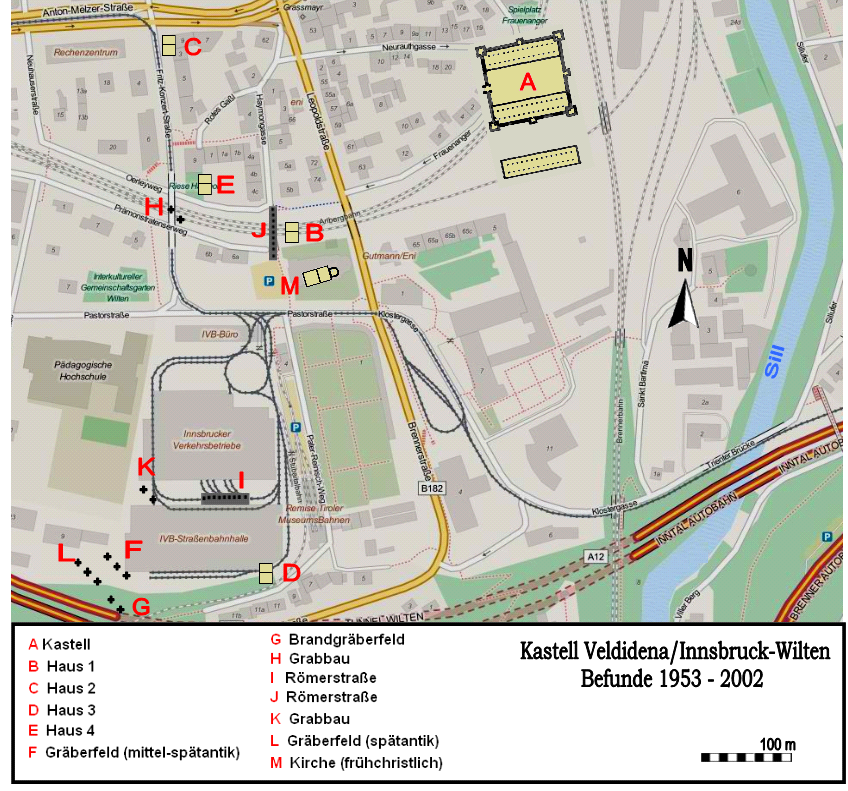
Befundplan 1953–2002

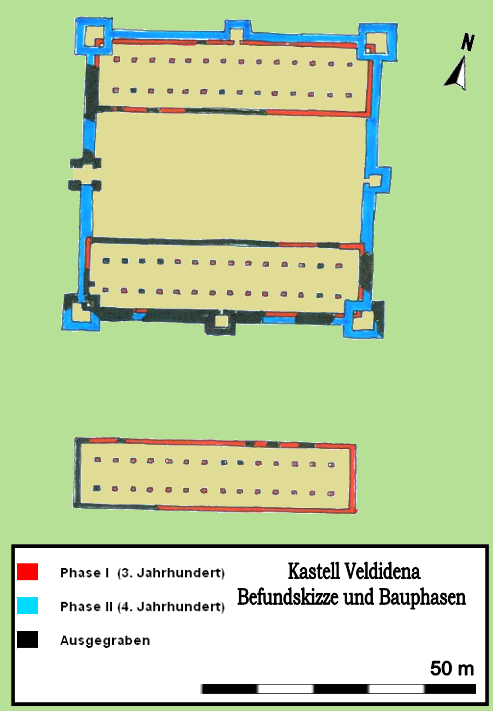
Grundrisse des Kastells und der Lagerhäuser

Römischer Meilenstein aus der Zeit des Septimius Severus, frühes 3. Jahrhundert, gefunden an der Brennerstraße, Zeichnung von 1756

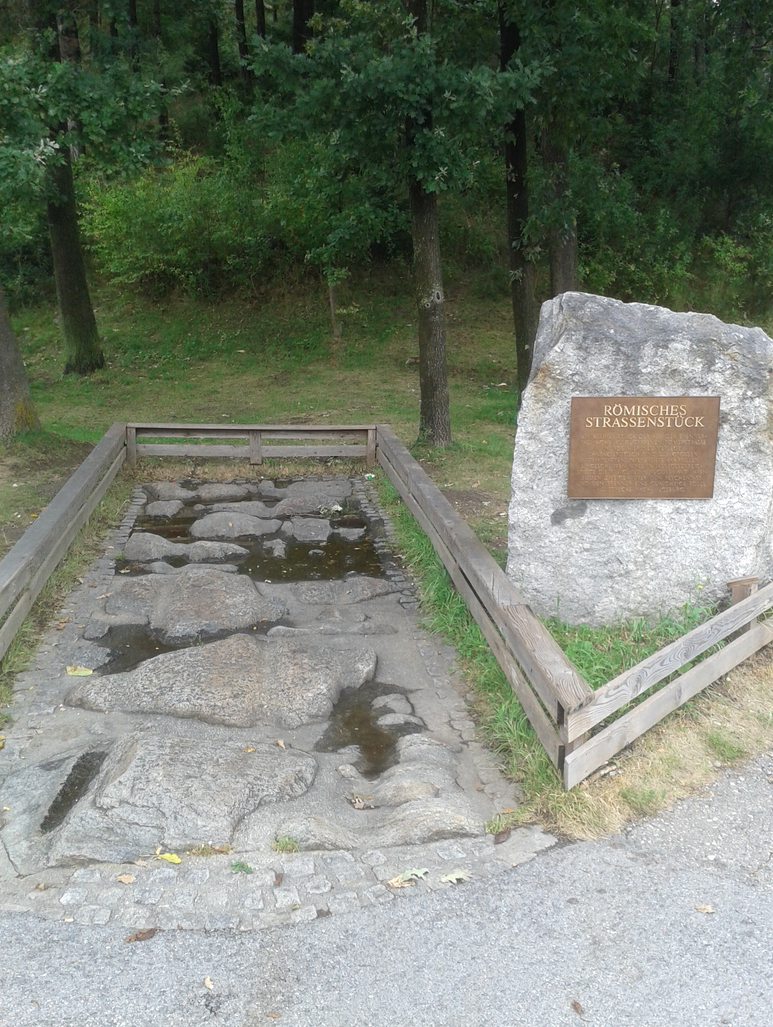
Konservierter Abschnitt der Römerstraße über den Brennerpass

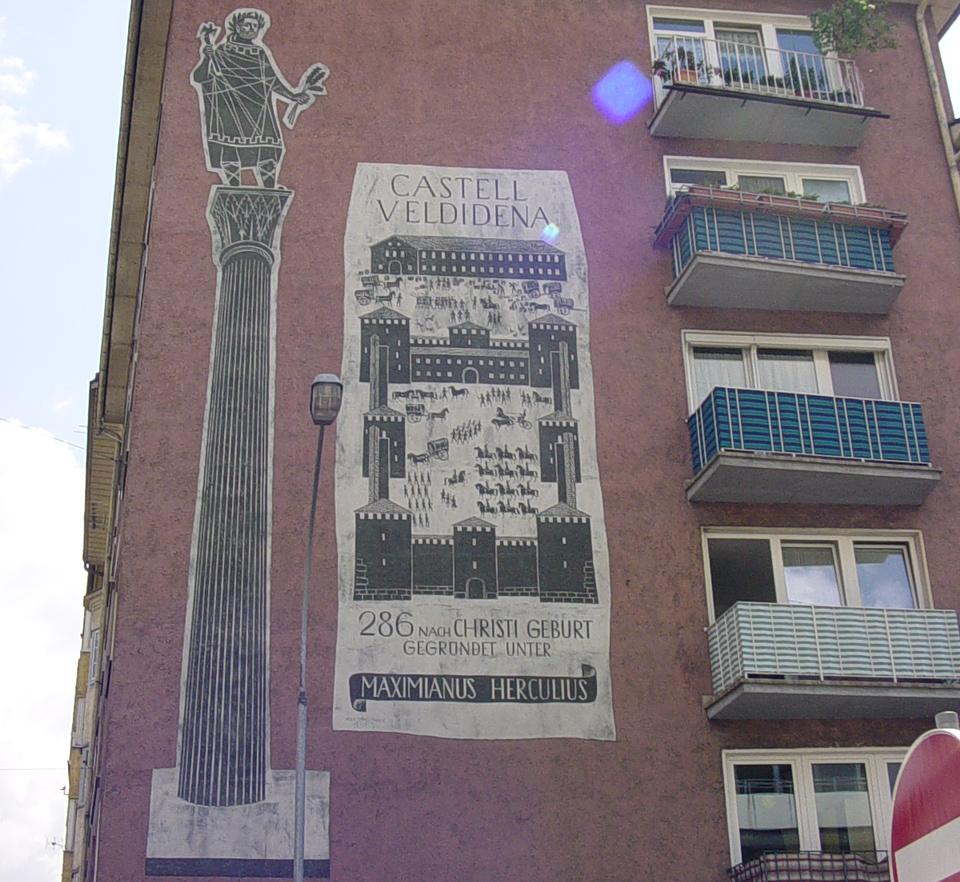
Darstellung des spätrömischen Kastells auf einer Hausfassade, Leopoldstraße 44, in Wilten

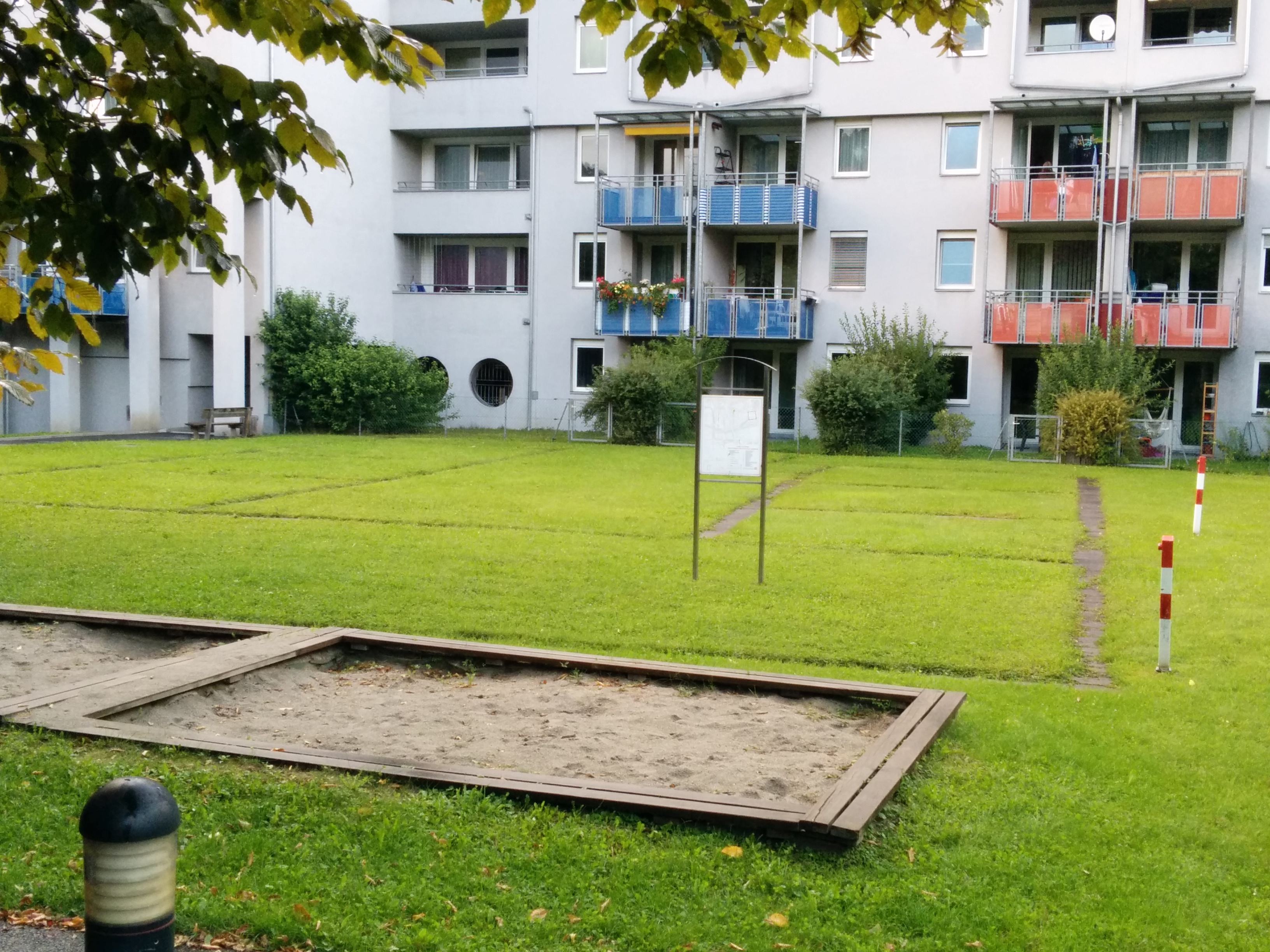
Im Boden markierte Grundmauern eines Hauses des Vicus

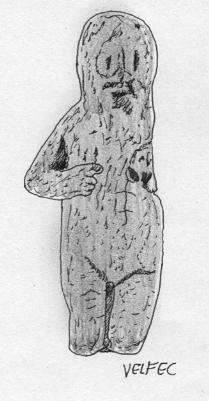
Römische Statuette eines Knaben, gefunden in Wilten

Veldidena war eine römische Zivilsiedlung, ein befestigtes Nachschubdepot der Grenztruppen und eine wichtige Etappenstation an der römischen Brennerstraße. Seine Überreste liegen auf dem Gebiet der Landeshauptstadt Innsbruck im Zentrum des Stadtteiles Wilten, Bundesland Tirol, Österreich. Seine herausragende Lage an der Einmündung des Wipptals ins Inntal machte es zur bedeutendsten römerzeitlichen Siedlung in Nordtirol. In Forschungskreisen ist der Ort vor allem durch seine mannigfaltigen Siedlungsreste und reichen Gräberfunde bekannt geworden.
Das Grabungsareal umfasst etwa 40 ha. Den südlichsten Fundpunkt bildet das Gräberfeld auf dem Lorenziacker mit spätantiken Körperbestattungen und mittelkaiserzeitlichen Brandgräbern an der SW-Ecke. Vom Vicus sind das teilweise erforschte Haus 3 im Norden, einige Gebäudereste an der Kreuzung Fritz-Konzert-Straße/Anton-Melzer-Straße und Münzfunde bis zum Kaiserschützenplatz bekannt. Im Kreuzungsbereich Anton-Melzer-Straße/Leopoldstraße/Graßmayrstraße wurde ein Badegebäude entdeckt. Am östlichsten Fundpunkt, Frauenanger/Neurauthgasse/Graßmayrstraße, standen drei große Lagerhäuser, von denen zwei im 4. Jahrhundert in ein Kastell integriert wurden.

## Lage
Wilten ist ein Stadtteil (Katastralgemeinde) im Süden von Innsbruck. Er liegt direkt am Bergisel, am nördlichen Ausgang des Innsbrucker Beckens, auf einer breiten, leicht gegen das Inntal abfallenden Schwemmterrasse der Sill. Dort erreichte die Römerstraße über den Brennerpass (Via Raetia) das Inntal. Der Bergisel deckte das Terrassenplateau gegen Süden ab, im Osten erschwerte die Sill eine Annäherung. Von dort aus hatte man einen guten Überblick über das Innsbrucker Becken in Richtung Norden und Westen. Aufgrund dieser Vorzüge war der Platz schon in vorrömischer Zeit besiedelt. Der ursprünglich vom stark mäandertem Inn und Sill durchflossene Talboden wurde von Siedlern gemieden und erst ab dem 12. Jahrhundert allmählich landwirtschaftlich erschlossen. Dementsprechend lag auch die römische Straßen- und Militärstation am südlichen Talrand.
Bei Veldidena traf auch die römische Inntalstraße vom Reschenpass auf die Brennerstraße. Die Inntalstraße verlief bei Wilten durch den Hohlweg vom heutigen Sonnenburgerhof bis zur Abzweigung von der Brennerstraße zur Bergisel-Sprungschanze und weiter durch die Haymongasse nordwestlich der Stiftsbasilika. Sie hatte die standardmäßige Breite einer via publica, 5,5 m, verfügte über einen 30–40 cm starken Unterbau und eine festgestampfte Pflasterung aus Flusssteinen.
Die Entfernungen zwischen den größeren Siedlungen wurden auf Meilensteinen angegeben (Entfernungsangabe eines Meilenstein nahe Veldidena: 110.000 Doppelschritte (ca. 165 km) bis Augusta Vindelicum (Augsburg)). Einer von ihnen steht noch in der Wiesengasse in Amras auf seinem ursprünglichen Platz, ein anderes Exemplar, aus der Zeit des Septimius Severus, wurde im 18. Jahrhundert am Sonnberg entdeckt (siehe Abbildung).

## Funktion
Das Kastell diente als Nachschublager für die Grenztruppen und als Etappenstation auf dem Weg zum Donaulimes und zur rätischen Provinzmetropole Augusta Vindelicum (Augsburg). Diese Annahme wird durch die Nennung des zehn Kilometer entfernten Teriolis in der Notitia Dignitatum bekräftigt, in der explizit die Sicherung der Nachschubwege als Aufgabe der Kastellbesatzung angeführt ist. Möglicherweise wurden auch die aus dem Umland zusammengetragenen Güter, die annona militaris, dort zwischengelagert. Veldidena wird auch als Hauptort der Inntal-Breonen angesehen.

## Name
Der Ortsname ist wahrscheinlich vorrömisch-keltischen Ursprungs und wird mehrfach im Itinerarium Antonini sowie in der Tabula Peutingeriana des 3. Jahrhunderts n. Chr. erwähnt. Seine Abwandlungen lassen sich noch gut bis zu seinem römischen Ursprung zurückverfolgen:
- Locus Wiltina urkundlich erstmals um 805,
- ad Uuiltinu (um 854–875)[6],
- Wiltina (um 1005),
- Wiltein (14. Jahrhundert)[7].

## Forschungsgeschichte
Bereits im 16. Jahrhundert wurden zahlreiche römische Ziegel, Münzen und Mauerreste auf dem Areal des Stiftes Wilten entdeckt und von Matthias Burglechner in seiner Landesbeschreibung Tirolischer Adler von 1619 erwähnt. Im 18. Jahrhundert berichtete der Chorherr Adalbert Tschaveller von in Wilten aufgefundenen römischen Münzen. Im Jahre 1744 vertrat der Tiroler Chronist Anton Roschmann die Auffassung, dass Veldidena die Metropole der römischen Provinz Raetien gewesen sei. Anfang und Mitte des 19. Jahrhunderts wurden wieder zahlreiche römische Münzen als Lesefunde geborgen. 1843 wurden beim Straßenbau im Susteracker drei antike Skelette in überwölbten Steingräbern ohne Beigaben ausgegraben. 1844 entdeckte man am Bergisel einen großen antiken Verwahrfund aus „Altbronzen“ (1300 v. Chr. bis 350 n. Chr.) der aber sofort „zentnerweise“ an Glocken- und Gelbgießer veräußert wurde. Sein kümmerlicher Überrest von 200 Stück befindet sich heute im Tiroler Landesmuseum Ferdinandeum. Vermutlich handelte es sich um Raubgut aus antiken Gräbern. 1864 stieß man beim Bau der Brennerbahn auf ein Bodenmosaik und zwischen dem Gasthaus Stigele und dem Stiftsgebäude auf Mauerreste, die nur mühsam beseitigt werden konnten.
1914 entdeckte man bei der Neutrassierung der Staatsbahn wieder römische Mauerzüge, die von Abt Heinrich Schuller fotografiert wurden. In den Jahren 1916/17 fanden beim Bau von Militärbaracken unter der Leitung von Franz von Wieser und Hans Malfatti mit Unterstützung von Soldaten und Kriegsgefangenen erste wissenschaftliche Grabungsarbeiten südwestlich des Kastells (Lorenziacker) statt. Dabei wurden trotz widriger Umstände eine umfangreiche römische Nekropole und die Überreste einer Straße freigelegt. 1922 grub Josef Retter am Frauenanger erneut römische Mauerreste aus. Alfons Wotschitzky, Leonhard Franz und Osmund Menghin setzten die Untersuchungen im Zuge der Verlegung der Westbahn zwischen 1953 und 1955 (im Bereich Brennerbahn/Frauenanger/Neurauthgasse) fort. In diesen Jahren wurden nördlich des Stifts vor allem die Fundamente des Kastells abschnittsweise archäologisch untersucht. Unter anderem fand man dabei auch ein römisches Gräberfeld mit Brand- und Körperbestattungen sowie zahlreiche Grabbeigaben (Urnen, Silbermünzen, Tongefäße, Geräte, Schmuck etc.) 1970 legte Elfriede Dolak beim sogenannten Leithaus Mauerzüge aus dem 3. Jahrhundert frei. Bei weiteren Ausgrabungen der Arbeitsgemeinschaft des prähistorischen und archäologischen Instituts der Universität Innsbruck, wurden unter anderem die Fundamente eines römischen Gewerbehauses sowie zahlreiche Sigillata-Funde ausgegraben.
Die zunehmende Verstädterung Wiltens erlaubt heute keine größere archäologische Bodenforschung mehr. Es konnten aber bis heute immer wieder kleinere Rettungsgrabungen durchgeführt werden (Lorenziacker 1980 und 2002 im Siedlungsbereich unter der Leitung Anton Höcks). Bei diesen zahlreichen, oft nur örtlich eng begrenzten Grabungen stieß man in der Folge – neben den Überresten von Gebäuden und Straßen (2002 am ARZ-Gelände) – auch immer wieder auf archäologische Kleinfunde. Münzen von Trajan bis Honorius, Meilensteine, Figurinen, Lavezgeschirr und ähnliches Fundmaterial wurden dabei zu Tage gefördert. Die Mehrzahl der dort geborgenen Trachtbestandteile (Gewandfibeln) kamen nur in den Zentralalpen und im nördlichen Voralpengebiet vor. Möglicherweise war dort die vindelikische Bevölkerungsgruppe besonders stark vertreten. Die Fundarmut im Bereich der Lagerhäuser lässt annehmen, dass diese bei Abzug der Garnison geräumt wurden. An der Graßmayr-Kreuzung fand man 2010 die Überreste eines römischen Bades – das erste seiner Art, das in Nordtirol bekannt wurde. Die Aufdeckung der noch unter der Leopoldstraße und der Anton-Melzer-Straße liegenden Gebäudeteile ist für die kommenden Jahre geplant.

## Entwicklung
Wilten ist einer der ältesten Siedlungsplätze im Raum Innsbruck. Erste Besiedlungsspuren am Bergisel zeigten sich schon aus der Zeit der Urnenfelderkultur ca. 1200-800 v. Chr. Die keltische Bevölkerung unterhielt weitreichende Handelsbeziehungen vom Mittelmeer bis an die Nordsee (Zinn, Bernstein). Sonderformen der Keramik und Glasperlen aus Schwaz fand man im gesamten süddeutschen Raum und bis Böhmen. Das Flusstal des Inns war zu dieser Zeit größtenteils vom Stamm der Breonen besiedelt. Vom heutigen Osttirol bis Salzburg schloss sich im Osten das keltische Königreich Noricum an.
15 v. Chr. besetzte Drusus, der Stiefsohn von Kaiser Augustus, mit seinen Legionen das Inntal und nahm es für das Reich in Besitz. Es war aber für die Römer nur als kürzeste Nord-Süd-Verbindung zwischen Italien und den Militärlagern an Donau und Rhein von Interesse. Als Siedlungsgebiet war es für sie nur wenig attraktiv. Die nächsten stadtähnlichen Siedlungen waren im Osten Aguntum (Lienz), im Süden Trientum (Trient), im Westen Churia (Chur) und im Alpenvorland Augusta Vindelicorum (Augsburg). Die damalige Bevölkerung des Inntales lebte hauptsächlich von Landwirtschaft und Warenverkehr. Exportgüter aus dem Süden wie Wein, Öl, Oliven, Südfrüchte, Töpferware, Gläser, Lampen, Stoffe wurden gegen einheimische Erzeugnisse wie z. B. Käse, Honig, Wachs, Baumharz und Jagdwild getauscht.
Unter Kaiser Claudius (41–54 n. Chr.) fiel der Großteil des heutigen Tirols an die neugegründete Provinz Raetia, Verwaltungszentrum und Statthalterresidenz war Augusta Vindelicorum. Die Römer erschlossen und sicherten die neu eroberten Gebiete u. a. auch durch feste Allwetterstraßen. Unter dem genannten Kaiser wurde um 46 n. Chr. eine alte Handelsroute, die vom Vinschgau über den Reschen- und den Fernpass bis nach Augsburg verlief, zu einer ganzjährig benutzbaren Fernverkehrsstraße, der Via Claudia Augusta, ausgebaut. Sie blieb für lange Zeit eine der wichtigsten Transitrouten durch die Ostalpen und wurde deshalb auch mit der nötigen Infrastruktur versehen. Am Endpunkt von Tagesmärschen (ca. 30–40 km) wurden, wenn möglich, Raststationen angelegt, die die Funktionen von Nächtigungs-, Verpflegungs- und Pferdewechselstationen in sich vereinigten. Neben solchen mansiones entstanden bald auch Straßensiedlungen wie Veldidena oder Gabromagus (Windischgarsten).
Ab dem 2. Jahrhundert n. Chr. wurde auch die Straße über den Brenner ausgebaut. Zur Zeit des Probus wurden in Veldidena – vermutlich im Zuge der Einrichtung des Donau-Iller-Rhein-Limes – mehrere Depots (horreum) zur Versorgung der Grenztruppen errichtet. Um 300, unter der Regierung Diokletians, gingen als Folge seiner Reichsreform aus Raetien zwei neue Provinzen hervor, die Raetia prima und die Raetia secunda. Veldidena gehörte nun verwaltungsrechtlich zur Raetia secunda. Den Grabfunden nach zu urteilen lebte dort zu dieser Zeit schon eine weitgehend romanisierte Bevölkerung (Rätoromanen), durchmischt mit Zuwanderern unterschiedlichster Herkunft, die einen regen Handelsverkehr mit anderen Reichsteilen unterhielt. Im 4. Jahrhundert wurde auch ein Kastell errichtet. Zu Beginn des 5. Jahrhunderts zog der Regent des Westreiches, Stilicho, den größten Teil der Grenztruppen vom Raetischen Limes ab. Möglicherweise wurde dabei auch Veldidena planmäßig geräumt bzw. von seiner Besatzung zerstört. Eine Weiterbenutzung durch Zivilisten oder einer örtlichen Miliztruppe konnte archäologisch nicht bestätigt werden.
Die Stürme der Völkerwanderung waren über den Tiroler Raum meist ohne gröbere Folgen für seine Bewohner hinweggezogen. Das Inntal fiel nach dem Untergang Westroms an das Gotenreich von Theoderich dem Großen. Das bewährte spätrömische Verwaltungssystem wurde unter seiner Herrschaft weitestgehend beibehalten. Die Invasion der Byzantiner in Italien nach seinem Tod wurde von den Franken und Bajuwaren ausgenutzt, um sich auch im Alpenraum festzusetzen. Ab 550 n. Chr. begannen vor allem die Bajuwaren ins Unterinntal und über den Seefelder Sattel ins mittlere Inntal vorzudringen, um dort neue Siedlungen zu gründen. Um das Jahr 600 n. Chr. kam es deswegen in Süd- und Osttirol zu kriegerischen Auseinandersetzungen zwischen Bayern, Slawen, Franken und Langobarden, wodurch sich neue Grenzen und Einflusszonen herausbildeten. Dennoch sind bis ins 9. Jahrhundert freie romanische Großgrundbesitzer (nobilis) urkundlich im Inntal nachzuweisen.
Die Konflikte zwischen Zuwanderern und Einheimischen waren der historische Hintergrund für die Volkssage um die Riesen Haymon und Thyrsus. Um 800 geriet wohl ein Franke oder Bajuware namens Haimo mit dem Romanen Thyrsus bei Seefeld in einen Streit und tötete ihn. Zur Sühne soll Haimo die Kirche im ehemaligen Kastell Veldidena errichtet haben, aus der sich später das Stift Wilten entwickelte. Nord- und Südtirol wurden damals großteils dem Stammesherzogtum Bayern einverleibt, dominierende Volksgruppe in diesen Regionen waren aber weiterhin die Rätoromanen. Die letzten Reste des Kastells dürften im 10. Jahrhundert bei der Errichtung des Klosters abgetragen worden sein.

## Kastell
Die mehrphasige spätrömische Befestigungsanlage stand nördlich des Stifts Wilten. Sein Areal erstreckte sich vom Fuße des Bergisels im Süden bis zum Südring im Norden, dem Sillufer im Osten und dem Verlauf der Neuhauserstraße im Westen. Vermutlich wurden zuerst die drei Lagerhallen errichtet, von denen zwei später – entweder unter der Herrschaft des Konstantin I. oder von Valentinian I. – zusätzlich mit einer turmbewehrten Mauer umgeben wurden.
Es handelte sich um eine Befestigung mit quadratischem Grundriss. Vergleichbare Kastelle standen in Bregenz, Schaan und Irgenhausen. Die Länge des Kastells betrug 72 m, die mit Zinnen versehene Umfassungsmauer hatte eine Breite von 2,5 m. Seine Mauern wurden von einem westlichen Torturm in der Mitte, vier großen Ecktürmen (Länge 8 m) und drei weiteren kleineren ausspringenden Zwischentürmen verstärkt. Der Torturm maß 7,5 m × 7,5 m und kragte innen 2 m und außen 3 m vor die Umfassungsmauer aus. Die Breite der Durchfahrt betrug 3,30 m. Die Turmmauern waren 3 m stark. Der Innenhof maß 30 m × 60 m.
Der Großteil des Lagers wurde beim Eisenbahnbau zerstört und ist heute oberirdisch nicht mehr sichtbar. Nur ein kleiner Mauerrest an einer Böschung, südlich von Frauenanger Nr. 2, blieb erhalten.

## Lagerhäuser
Die Innenbebauung bestand im Norden und Süden aus zwei dreischiffigen, 65 m × 15 m messenden, hallenartigen Gebäuden (horrea), die ost-westlich ausgerichtet waren. Sie dienten wohl zur Zwischenlagerung von Nachschubgütern, bevor diese zu den Limeskastellen weitertransportiert wurden. Ihre Mauern bestanden aus mit Kalkmörtel verbundenen Bruchsteinen aus der Sill, die auf einem 70 cm breiten Fundamentsockel standen. Abgedeckt waren sie mit Dachziegeln (tegula). Das Obergeschoß wurde von 28 Holzpfeilern abgestützt, die jeweils auf einem gemauerten viereckigen Fundament saßen. Der 30 × 60 Meter messende Ladehof zwischen den beiden Lagerhallen war mit Geröllsteinen aus dem Sillfluss gepflastert. Besonders bei Schlechtwetter ein erheblicher Vorteil. Vielleicht wurden die Nachschubgüter auf dem Hof mit Lastkarren transportiert, da größere Fuhrwerke das Kastelltor nicht hätten passieren können. Ein drittes Horreum gleicher Konstruktion befand sich ca. 30 m südlich außerhalb der Ummauerung. Möglicherweise schlossen sich daran weitere Lagerhäuser an, die aufgrund der modernen Überbauung nicht mehr ergraben werden konnten. Da sich nur im Bereich des Kastells eine Brandschicht nachweisen ließ, nimmt man an, dass das Horreum außerhalb der südlichen Mauer schon beim Bau des Kastells abgetragen wurde, um im Fall einer Belagerung freies Schussfeld zu haben.

## Garnison
Über die in Veldidena stationierte Truppe ist mangels archäologischer oder schriftlicher Quellen nichts bekannt. Vermutlich stand dort eine Vexillation der Legio III Italica. Ein „Praefectus legionis terciae Italicae transvectioni specierum deputatae“ (Präfekt der III. italischen Legion, abkommandiert zur Sicherung des Nachschubes) der rätischen Provinzarmee (exercitus Raeticus) unter dem Oberkommando eines Dux Raetiae, war laut der Notitia Dignitatum ab 300 n. Chr. im benachbarten Teriolis stationiert. Da nur größere Stützpunkte als Hauptquartiere regionaler Befehlshaber in der Notitia Dignitatum erwähnt werden, ist es naheliegend, dass dieser Offizier auch für die Verwaltung des Wiltener Kastells und dessen Lagerhäuser verantwortlich war und die Besatzung unter seinem Kommando stand.
Möglich wäre auch, dass die Lagerhäuser nicht der Militär-, sondern der Zivilverwaltung der Raetia II, in diesem Fall dem praeses provinciae und in nächsthöherer Instanz dem vicarius dioecesis unterstanden. Michael Mackensen vermutet, dass es diesbezüglich auch einen Zusammenhang mit dem reichsrömischen Kurierdienst (cursus publicus) gab. Unterstützt wird dies durch das Fehlen der Angabe von Veldidena in der Notitia, die ansonsten eine fast vollständige Truppenliste der Provinz überliefert.

## Zivilsiedlung
Die römische Zivilsiedlung hatte vicusartigen Charakter und bedeckte das Areal zwischen dem heutigen Südring im Norden, dem Friedhof und der Stiftsbasilika, der Sill im Osten und der Neuhauserstraße im Westen. Sein Zentrum war vermutlich das quaestorium, das Haus des Kastellkommandanten. Die meisten Häuser waren mit Ziegel gedeckt (tegulae und imbrices) und teilweise mit ab absperrbaren Türen, einfachen Fußbodenheizungen, verglasten Fenstern und Mosaikböden ausgestattet. Auf die Reste der Siedlung stieß man hauptsächlich westlich und südwestlich des Kastells.

### Haus 2
1955 entdeckte man im sogenannten Haus 2 einen Kellerraum mit verputzten Wänden und Lehmfußboden. Darin befindliche Amphorenreste ließen den Schluss zu, dass es sich bei dem Gebäude um eine Taverne (tabernae, oder canabae) handelte. Im Nahbereich des Kastells fand man Reste eines schwarz-weißen Mosaikbodens (quaestorium?).

### Haus 3
Neben der Trasse der Stubaitalbahn wurde 1980 ein mehrphasiges Gebäude aus dem 3. Jahrhundert entdeckt (Haus 3 oder Gewerbehaus). Drei seiner Räume, der Südwestraum, der Südostraum und der Nordwestraum wurden teilweise freigelegt. Alle drei waren mittels einfachst ausgeführter, y-förmiger oder halbrunder Heißluftkanäle aus Flusssteinen und Steinplatten beheizbar.
Auf der noch 1,5 m hohen Nordwand des Südwestraums befanden sich noch Überreste eines rosafarbenen Wandverputzes. Die Wand war von einem sorgfältig ausgeführten Steinbogen für den Heizkanal unterführt. Dahinter befand sich das Praefurnium. Der Südostraum war mit einem bogenförmigen Heizkanal versehen. Dort stand auch ein gewerblich genutzter Ofen, der jedoch nicht vollständig ergraben werden konnte. Einige Quadratmeter der in einem Stück umgestürzten Südwand konnten ebenfalls freigelegt werden, an ihr waren noch Spuren einer kalkmörtelverputzten Fensterlaibung zu erkennen. Der Nordwestraum besaß eine mehrphasige Heizanlage. Die beiden Stränge seines y-förmigen Heizkanals endeten in kaminartigen Abzügen aus Hohlziegeln.
Kleinfunde (Ziegel, beinerne Kämme, Tierknochen, Bronzebeschläge etc.) waren nur spärlich vorhanden, Glasfragmente lassen annehmen, dass das Gebäude mit verglasten Fenstern ausgestattet war. Es wurde, nach den Münzfunden zu urteilen, bis in das 4. Jahrhundert verwendet und dann durch ein Feuer zerstört.

### Balineum

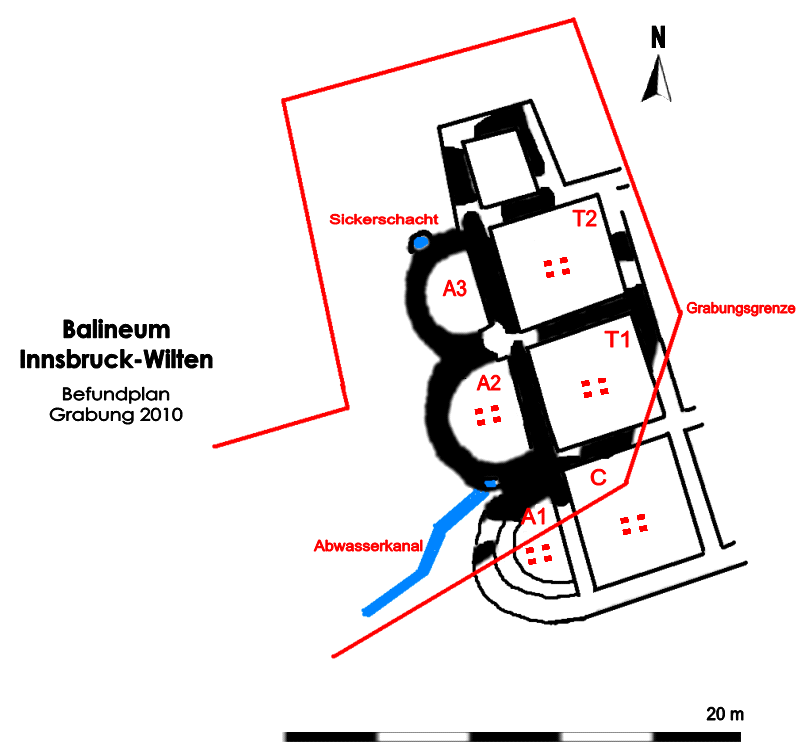
Balineum Veldidena, Befundskizze der Grabung von 2010 nach Anton Höck

Das mehrphasige Badegebäude konnte 2010 in seinen Nord- und Westgrenzen erfasst und auf einer Fläche von etwa 100 m² ergraben werden (Graßmayrkreuzung). Es handelt sich um ein kleines Badegebäude vom Reihentyp, d. h. die Baderäume waren in einer Achse hintereinander angeordnet. Die warmen und kalten Räume waren voneinander getrennt. Das Steingebäude maß 2,5 m in der Breite und 9 m in der Länge. Die etwa 60 cm breiten Nord-, Süd- und Ostmauern des Gebäudes bestanden aus mit Kalkmörtel gebundenen Bruch- und Schiefersteinen. Sie waren noch bis zur Fundamentoberkante erhalten. Reste vom aufgehenden Mauerwerk konnten nicht beobachtet werden. Funde von Glasscherben belegen, dass auch dieses Gebäude mit Glasfenstern ausgestattet war. Außerhalb des Gebäudes stieß man westlich der Apsiden im Abstand von 2,3–2,8 m auf 30–50 cm große Pfostenlöcher die noch vom römerzeitlichen Baugerüst stammten. Münzen aus dem 2., 3. und dem 4. Jahrhundert n. Chr. ermöglichen die Datierung des Bades in die spätrömische Zeit. Die Münzreihe beginnt mit einem Sesterz des Kaisers Traian und endet mit der Prägeperiode von 388/403. Wahrscheinlich entstand es in der ersten oder zweiten Hälfte des 3. Jahrhunderts. n. Chr. Es wurde nicht speziell für das Militär errichtet, sondern wohl hauptsächlich von den Bewohnern des Vicus oder Durchreisenden benutzt die in dem im Ort sicher vorhandenen Herbergen (mansio) abstiegen.
Innerhalb des Grabungsareals stieß man auf zwei Räumen (T1 und T2) mit den dazugehörigen Apsiden (A1 und A2) und einem nördlichen, trapezoiden Anbau sowie einer weiteren Apsis. Die beiden Räume, die wohl als Laubad (tepidarium) dienten, hatten eine Grundfläche von 2,8 m² bzw. 3,3 m². Auch der südliche, nur im Ansatz freigelegte Raum C (caldarium/Heißbad) dürfte dieselbe Größe gehabt haben. Die Ostmauer des Gebäudes war aufgrund ihrer geringen Mauerstärke wohl nur eine Zwischenmauer. Der dahinterliegende in der Nord-Süd-Ausdehnung ca. 8 m große Raum dahinter enthielt wohl das Kaltbad (frigidarium) und die Umkleideräume (apodyterium). Die Böden bestanden aus einem etwa 8–40 cm starken, mit Ziegelsplitt gemagerten Estrichauflage. Die Böden in den Apsiden, in dem sich die Badebecken befanden, waren wasserundurchlässig. Die Einrichtungen zur Abwasserentsorgung befanden sich jeweils an der Außenkante der beiden nördlichen Apsiden. Es handelte sich einerseits um einen Sickerschacht, in dem das Brauchwasser aus dem Becken der nördlichen Apsis in den gewachsenen Schotter abführte. Andererseits führte ein zweiter Abwasserschacht mit Überlauffunktion in einen Kanal der auch das Abwasser des Beckens der mittleren Apsis aufnahm. In der Kanalrinne fanden sich auch zahlreiche Fensterglasscherben.
Alle Räume und zwei Apsiden wurden durch eine Hypokaustenheizung mit flacher suspendura erwärmt. Die Pfeiler bestanden aus in Kalkmörtel gebundenen Bachsteinen oder Ziegelplatten. Am Boden der Heizanlage konnten noch Rußspuren festgestellt werden. Die noch erhaltenen Pfeiler entstanden wohl in einer zweiten Umbauphase. Dies lässt sich an den verschiedenen Baumaterialien erkennen deren Spuren auch im übrigen Gebäude nachzuweisen waren. Zwischen Raum T1 und T2 befanden sich drei gewölbte Durchlässe für die Heißluftzirkulation. Sie waren später mit Ziegeln, Steinen und Lehm verschlossen worden. A1 verfügte über eine Wandheizung, die Heißluft wurde hier durch mit Feinputz an der Außenmauer angebrachten Hohlziegeln (tubuli) hindurchgeleitet. Zahlreiche Hohlziegelfragmente im Versturzmaterial lassen die Beheizbarkeit aller Wände des Gebäudes annehmen. Als Vorheizstelle diente ein praefurnium, das sich vermutlich im Südteil des Gebäudes (Anton-Melzer-Straße) befand und noch nicht freigelegt werden konnte.

## Gräberfelder
Bislang sind drei größere Gräberfelder bekannt. Das erste wurde 1953 ca. 100 m nordwestlich der Stiftsbasilika und ein weiteres an der Straße ins Unterinntal lokalisiert.
1980 wurden südlich davon, bei den Werkshallen der Innsbrucker Verkehrsbetriebe Gräber erstmals in Nordtirol vier Grabbauten (Pfeilergrabmäler, überwölbte Steingräber und Antentempel aus dem 3. Jahrhundert) aufgedeckt. Sie standen wahrscheinlich in einem abgegrenzten Areal des Gräberfeldes. Vermutlich versuchte die örtliche Oberschicht die in den Rheinprovinzen und an der Mosel übliche Grabarchitektur nachzuahmen. Die beiden Fundareale lagen mehr als 300 m auseinander. Es handelte sich wohl um zwei separate Begräbnisstätten. Beide konnten nicht vollständig ergraben werden.
Ein weiteres Gräberfeld wird östlich des Sillflusses vermutet. Ein antikes Grab wurde auch bei den Sillhöfen in Pradl entdeckt. Grabfunde aus dem 1. und 2. Jahrhundert kamen dabei nur wenige zu Tage. Die überwiegende Mehrzahl stammt aus dem 3. und 4. Jahrhundert, was annehmen lässt, dass Veldidena erst in dieser Zeitspanne zu größerer Bedeutung gelangt war.
Die südlich gelegene Nekropole wurde vom 2. bis ins 4. Jahrhundert belegt. Zwei Drittel ihrer Fläche davon wurde zwischen 1976 und 1980 beim Bau eines Parkplatzes und der Werkshallen zerstört. Nur im westlichen Teil des 8000 m² großen Baugeländes konnte 1980 noch eine Notgrabung vorgenommen werden. Insgesamt konnten auf dem 17 m × 27 m großen Areal noch 133 Brand- und Körperbestattungen dokumentiert werden. In der Südwestecke des Baugeländes befand sich ein Brandopferplatz aus der frühen Kaiserzeit (Ende 1. Jahrhundert). Die Brandbestattungen des 2. Jahrhunderts waren häufig von den Körperbestattungen des 4. Jahrhunderts gestört worden. An Funden kam hauptsächlich Keramik unterschiedlicher Machart und Trachtzubehör, seltener Glasgegenstände und Waffen zum Vorschein.

## Denkmalschutz
Die Anlagen sind Bodendenkmäler im Sinne des Österreichischen Denkmalschutzgesetzes. Nachforschungen und gezieltes Sammeln von Funden ohne Genehmigung des Bundesdenkmalamtes stellen eine strafbare Handlung dar. Zufällige Funde archäologischer Objekte sowie alle in den Boden eingreifenden Maßnahmen sind dem Bundesdenkmalamt (Abteilung für Bodendenkmale) zu melden.

## Hinweise
Heute befindet sich eine der ehemaligen Ausgrabungsstätten im Innenhof einer Wohnanlage. Eine Informationstafel sowie spezielle Bodenmarkierungen weisen dort auf den Fundort des Gewerbehauses hin. Eine große Auswahl von Exponaten der Ausgrabungen wird im Tiroler Landesmuseum Ferdinandeum ausgestellt. Obwohl die meisten Originalfunde aus Wilten bereits 1910 und 1969 an das Tiroler Landesmuseum Ferdinandeum abgetreten wurden, befinden sich einige von ihnen (Keramik, Münzen) noch im Atrium des Archäologischen Museums. Auch ein Rekonstruktionsmodell des Lagers kann dort besichtigt werden. Zu den herausragenden Funden gehören auch Meilensteine, von denen einige heute in Schloss Ambras aufbewahrt werden. In der Wiesengasse wurde eine Replik eines solchen Steins aufgestellt.